# 星のカービィ 20周年スペシャルコレクション
『星のカービィ 20周年スペシャルコレクション』（ほしのカービィ にじっしゅうねんスペシャルコレクション、Kirby's Dream Collection: Special Edition）は、任天堂から2012年7月19日に発売されたWii用ゲームソフト。アメリカでは同年9月16日に発売。

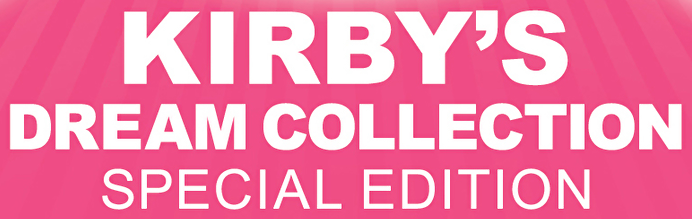
海外版のロゴ

## 概要
星のカービィシリーズ20周年キャンペーンの一環として発売されたメモリアルソフト。シリーズ6タイトルの復刻移植に加え、新作ゲームと20年間の歴史を振り返るモードが収録されている。この他にシリーズ作品のBGMを収録したサウンドトラックCD、シリーズ20年の歴史や開発資料をまとめたファンブックを同梱している。

## ディスク内容

### 星のカービィ コレクション
いずれもWiiリモコン横持ちでプレイ可能となり、クラシックコントローラとゲームキューブコントローラでもプレイ可能。
全てのタイトルはWiiとニンテンドー3DSのバーチャルコンソールで配信されているものであるが、ゲームボーイのタイトルをWiiで遊べるのは初となる。また、バーチャルコンソールのスーパーファミコンとNINTENDO 64ではクラシックコントローラかゲームキューブコントローラがないと遊べないが、本作ではWiiリモコン横持ちに対応しており、横持ちの操作は遊びやすいように設定されている。
Wiiのバーチャルコンソールと同じように中断機能があり、プレイ中にHOMEボタンメニューでWiiメニューに戻るかリセットしてゲームを終了すると、プレイしている場面を中断セーブされ、再度プレイすることで中断した場面から再開可能。ただし、再開できるのは1度だけで、NINTENDO64には中断機能がない。
各ゲームの取扱説明書はプレイ中にHOMEボタンメニューで説明書を選ぶことで見ることが出来る他、付属されている操作シートで操作方法を簡単に見ることができる。
発売当時と同じように忠実に再現されているが、ポケモンショックの関係によりフラッシュ表現のある場面はスローモーションや点滅エフェクトの変更などで軽減されている。また、ワイド表示（16：9）の場合は左右に専用フレームが付く表示になる（コマンド入力で黒枠にすることも可能）。
収録タイトル
- 『星のカービィ』
- 『星のカービィ 夢の泉の物語』
- 『星のカービィ2』[3]
- 『星のカービィ スーパーデラックス』
- 『星のカービィ3』
- 『星のカービィ64』

### もっとチャレンジステージ
『星のカービィ Wii』のサブゲーム「チャレンジステージ」に新たなステージやコピー能力を加えたリニューアル版。
コピー能力の仕様はWiiとほぼ同じだが、今回は新たに『星のカービィ 鏡の大迷宮』に登場したスマブラも追加され、さらに出現する敵を倒していくデスマッチステージも存在する。また、各レベルの最終ステージではWiiのラスボスだったマホロアとレース形式で対決するというものになっている。ちなみにこれらのステージはマホロアがポップスターにて作ったテーマパークという設定である。
レベル名は韻を踏んでおり、それぞれの名称の頭文字を繋げると『HAL』になる。
Wiiで遊べるコントローラはWiiリモコン横持ちだけであったが、本作はクラシックコントローラとゲームキューブコントローラでもプレイ可能になっている。
レベル1 ハピネスホール（HappinessHall)
- ソードチャレンジ
- パラソルチャレンジ
- スパークチャレンジ

レベル2 アプリコットアパート（ApricotApart)
- ウィップチャレンジ
- ファイターデスマッチ
- ウイングチャレンジ

レベル3 ラストランド（LastLand)
- スマブラデスマッチ
- ノーマルチャレンジ
- スマブラデスマッチEX

### 星のカービィ ヒストリー
20年の歴史を綴った資料が閲覧でき、発売されたタイトルのパッケージやプレイ映像を見ることが出来る。この他にもTVアニメ（3話分）や漫画の第一話が収録されている。また当時発売された任天堂のゲーム機や当時の主な出来事まで確認できる。
アニメ
- 第1話 「出た!ピンクの訪問者」
- 第60話 「宝剣ギャラクシア」
- 第72話 「ワドルディ売ります」

漫画
- 『星のカービィ』（さくま良子）
- 『星のカービィ デデデでプププなものがたり』（ひかわ博一）
- 『星のカービィ! も〜れつプププアワー!』（谷口あさみ）

## 同梱物
20周年メモリアルサウンドトラックCD
シリーズ作品からBGMを数曲ずつ収録したサウンドトラックCD。その他に3曲のボーナストラックが収録された。
20周年メモリアルファンブック
シリーズの歴史を振り返るファンブック。開発資料や裏話などが掲載されている。
操作シート
収録されているゲーム毎に操作方法を示したリファレンスシート。